# Olivia Lufkin
Pour les articles homonymes, voir Olivia.
Olivia Lufkin (オリヴィア・ラフキン), née le 9 décembre 1979 à  Naha dans l'île d'Okinawa, au Japon, plus connue sous le nom professionnel d'OLIVIA, est une chanteuse et auteure-compositrice américano-japonaise.
Elle est l'aînée de deux frères et sœurs nommés respectivement Jeffrey Lufkin, musicien avec qui elle collabore régulièrement, et Caroline Lufkin, une musicienne indépendante. Lufkin commence sa carrière solo après avoir été membre du groupe japonais D&D. Elle remporte un franc succès en 2006 après avoir composé des chansons pour le groupe fictif Trapnest sous le nom d'Olivia Inspi' Reira (Trapnest), utilisées dans la version anime du manga Nana.

## Biographie

### Débuts
Olivia Lufkin est née le 9 décembre 1979 à Naha sur l'île d'Okinawa, au Japon d'un père américain et d'une mère japonaise.
En 1982, elle emménage à San Diego, Californie, aux États-Unis, avant de revenir à Okinawa. Olivia retourne aux États-Unis, cette fois-ci en Caroline du Nord pendant deux ans avant de revenir une nouvelle fois à Okinawa.
Olivia est découverte par le directeur de Rising Productions (Vision Factory) pendant ses études à l'Okinawa Actors' School, puis signe finalement au label Avex Trax en tant que membre du groupe japonais D&D. Le producteur Tetsuya Komuro décide d'engager Olivia pour un projet qu'il planifie en collaboration avec Jean Michel Jarre ; les deux souhaitent créer un thème musical à l'occasion de la Coupe du monde de football de 1998 qui s'intitulera Together Now. Le single est paru un mois après la parution du premier et unique album D&D. Le groupe se sépare et se scinde en deux différents groupes : 'Olivia' devient le nom de scène solo pour Olivia, et Aya & Chika deviennent Aya & Chika du groupe D&D.

### Carrière solo (1999–2002)
En parallèle à son travail au sein du groupe D&D, Olivia fait paraître deux premiers singles, dont I.L.Y. ~Yokubô~, une chanson axée pop rock, et Re-ACT. Ces deux premiers singles sont composés et produits par T2ya, et le troisième single, intitulé Dear Angel, est écrit par Olivia. En 1999 et 2000, Olivia fait paraître six singles axés pop-rock. Fin 2000, elle fait paraître son premier album studio solo, Synchronicity, contenant tous les singles parus à ce jour, cinq nouvelles chansons, et une chanson bonus. Elle atteint la 20e place du classement japonais Oricon,.
Après une pause de plus d'un an, Olivia prend intégralement sa carrière solo en main, et fait paraître un septième single anglais : Sea me le 12 décembre 2001. Ce single marque sa transition avec l'un des sous-labels d'Avex Trax, Cutting Edge, avec lequel elle continue la parution des singles et albums. Dès lors, ses chansons se font rares, mais de nombreux vidéoclips paraissent quelques mois plus tard. Le single suivant, Into the Stars devait paraître en juillet  2002 en plus d'un album à la fin de cette même année. Cependant, le single est reporté en septembre.

### Nouveau style (2003–2004)
En 2003, la musique d'Olivia change du tout au tout alors qu'elle collabore son frère et musicien, Jeffrey Lufkin. À cette période, elle s'assombrit aussi bien dans son style musical que dans ses paroles. À la place de singles, elle fait paraître quatre mini-albums exclusivement sur le site Internet Tower Records Japan de Shibuya, intitulés Internal Bleeding Strawberry, Merry&Hell Go Round, Comatose Bunny Butcher et The Return of the Chlorophyll Bunny.
Entretemps, Olivia décide de lancer brièvement une marque appelée Black Daisy Ville avec son amie Friedia Niimura (en) (Rin Kozue).
En 2004, elle fait paraître son second album, The Lost Lolli, présentant ses meilleures chansons issues de ses quatre mini-albums en plus de deux nouvelles chansons, Alone in Our Castle et Fake Flowers. L'album est commercialisé à l'international initialement en version limitée sur Tower Records Japan. SpiderSpins (Lost Lolli Mix) sera édité en version radio et utilisée pour son vidéoclip. The Lost Lolli atteint la 111e place du Oricon.

### Intérim et retour (2005–2006)
Après la parution de The Lost Lolli, Olivia devient inactive sauf pour sa performance au concert Halloween of the Living Dead présenté par Hyde le 30 octobre 2005. Elle continue dans le mannequinat. En mars 2006, Olivia annonce son retour dans la musique. Elle prête sa voix au personnage de Reira Serizawa du groupe fictif Trapnest dans la version anime du manga Nana. Elle produit quelques chansons du groupe fictif sous le nom d'Olivia Inspi' Reira (Trapnest) en compagnie d'Avex, et d'Anna Tsuchiya, qui joue le rôle de Nana Osaki, la chanteuse du groupe rival de Trapnest, Black Stones.
La chanson A Little Pain atteint la huitième place du Oricon, à deux places avant la chanson Rose d'Anna Tsuchiya qui est parue le même jour. Olivia continue dans les chansons Nana en 2006. Les thèmes d'ouverture et de fin de l'anime sont Rose de Tsuchiya et A Little Pain d'Olivia. Le single Wish/Starless Night, est paru en octobre la même année et atteint la septième place du Oricon. Avec ce succès, Olivia est programmée pour une première prestation américaine à la convention Pacific Media Expo (en) qui se déroule à Los Angeles (Californie) en octobre 2006.

### Succès modéré (depuis 2007)

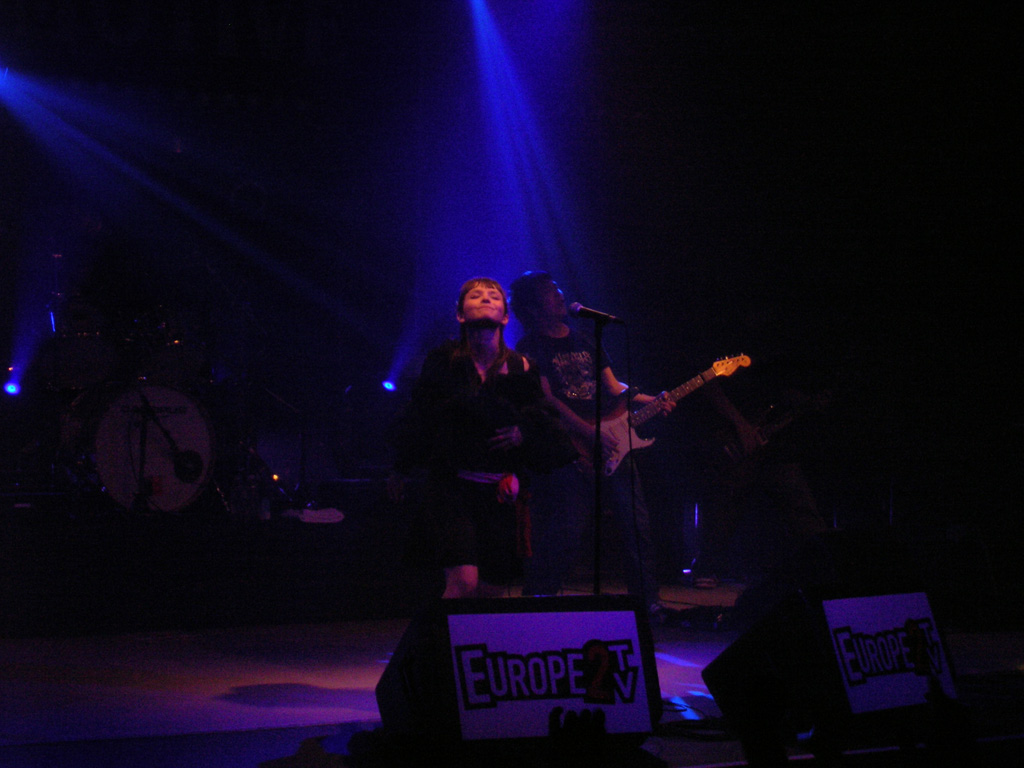
Olivia sur scène à Paris, en France.

Le 17 janvier 2007, The Cloudy Dreamer est commercialisé en formats CD puis CD+DVD. L'album débute cinquième au  Oricon - son plus haut classement à ce jour. Sa chanson Dream Catcher devient le thème de fin du film live action Jigoku Shōjo. Sa chanson If You Only Knew est utilisée comme thème de fin dans le drama coréen The Snow Queen. Nana Best, une autre compilation, est commercialisée peu après. Cet album contient les musiques à succès présentées dans l'anime et une chanson exclusive composée par Olivia et Anna Tsuchiya. Olivia et Anna jouent ensemble leurs chansons au Shibuya-AX en mars 2007.
Le 6 juillet 2007, Olivia se présente dans un concert à Paris en France à La Locomotive, jouant les chansons Olivia Inspi' Reira (Trapnest), The Lost Lolli et The Cloudy Dreamer. Elle fait également une apparition à la Japan Expo du 6 au 7 juillet 2007. Une nouvelle chanson, Bleeding Heart, une collaboration avec son frère, Jeffrey Lufkin, est composée pour la compilation de chez Vision Factory compilation, Flower Festival: Vision Factory Presents. Olivia fait paraître son sixième mini-album, Trinka Trinka le 17 septembre. Trinka Trinka est réédité en France qui inclut la chanson Sailing Free.

## Vie privée
En 2012, elle épouse le musicien Owen Vallis, avec qui elle donne naissance à un petit garçon nommé Atlas le 13 janvier 2014.

## Discographie

### Albums
- Synchronicity (6 décembre 2000 au Japon)
- The Lost Lolli (18 février 2004 au Japon ; 7 juillet 2007 en Europe)
- OLIVIA inspi' REIRA (TRAPNEST) (28 février 2007 au Japon ; 7 juillet 2007 en Europe)

Compilations
- NANA BEST (en tant que Olivia inspi' Reira (Trapnest), avec Anna Tsuchiya) (21 mars 2007 au Japon) (25 juillet 2008 en Europe)
- Greatest Hits (13 octobre 2010 au Japon)

### Mini-albums
- Internal Bleeding Strawberry (21 février 2003)
- Merry & Hell Go Round (27 juin 2003)
- Comatose Bunny Butcher (12 septembre 2003)
- The Return of the Chlorophyll Bunny (3 décembre 2003)
- The Cloudy Dreamer (17 janvier 2007)
- Trinka Trinka (20 février 2008 au Japon ; 17 février 2010 en Europe)

### Singles
- I.L.Y.~Yokubou~ (欲望) (3 février 1999)
- re-ACT (12 mai 1999)
- Dear Angel (6 octobre 1999)
- Dress me Up (19 avril 2000)
- Dekinai (できない) (26 juillet 2000)
- Color of your Spoon (4 octobre 2000)
- Sea me (5 décembre 2001)
- Into The Stars (4 septembre 2002)
- A Little Pain (28 juin 2006) (en tant que Olivia inspi' Reira (Trapnest))
- Wish/Starless Night (11 octobre 2006) (en tant que Olivia inspi' Reira (Trapnest))
- Sailing Free (15 avril 2009)

Collaboration
- 1998 : Together Now, par Jean-Michel Jarre & Tetsuya TK Komuro (featuring Olivia)
- 1998 : TK1998 LATEST WORKS, par Jean-Michel Jarre & Tetsuya TK Komuro (featuring Olivia)
- 2008 : Bleeding Heart (FLOWER FESTIVAL)
- 2010 : Happy Birthday to You, projet 『Happy Birthday Download for Children』, pour l'UNICEF du Japon

Vinyle
- Dear Angel (17 décembre 1999)

### Clips
- 1998 : Together Now
- 1999 : I.L.Y ~ Yokubou ~
- 1999 : Re-ACT
- 1999 : Dear Angel
- 2000 : Dress me up
- 2000 : Dekinai
- 2000 : Color of your spoon
- 2001 : Sea me
- 2002 : Into The Stars
- 2003 : SpidERSpins
- 2006 : A Little Pain
- 2006 : Wish
- 2007 : Stars Shining Out
- 2008 : Rain
- 2009 : Sailing Free